# Ingrid Rudelman Wohlstein
Ingrid Rudelman Wohlstein es una escultora costarricense, amante del arte moderno, con formación en diseño gráfico, instalaciones, diseño interno y escultura. Ha realizado estudios en Carrara en Italia, y en Bronce en México.
Fue galardonada con el “Premio a la Excelencia Max Ulloa 2018” y el “Premio al Talento Joven Donald Jiménez 2019” en el Salón Anual de Escultura de la Asociación Nacional de Escultores de Costa Rica (ANESCO). Ha expuesto individualmente en el Museo Nacional de Costa Rica, en el Museo del Jade y de la Cultura Precolombina, y de manera colectiva en el Centro Cultural Herediano Omar Dengo y la Galería Art Flow, en Costa Rica, y en la Fundación Rozas Botrán, Guatemala, entre otros.
Ha publicado dos libros educativos sobre arte y geometría y tiene obra en colecciones públicas al aire libre, con la escultura monumental “Migrantes” en el Parque Nacional de la Municipalidad de San José, y “Crecimiento” en la Plaza de la Democracia del Museo Nacional de Costa Rica.
Su pasión como artista abarca materiales como el mármol, el hierro, la piedra volcánica, el bronce, la fibra de vidrio, el cartón y la arcilla, elementos con los cuales crea obras que se mueven dentro del Modernismo y el Arte Contemporáneo. Su filosofía de vida se centra en la gratitud de finalizar cada día haciendo lo que le apasiona y ofreciendo a los demás experiencias sensoriales que los acerquen a concientizar sobre derechos humanos, valores y respeto a través de una oda a la estética.

## Biografía
Introducción
Ingrid Rudelman nace el 13 de abril del 1966 en Costa Rica, hija de padres costarricenses descendientes de abuelos inmigrantes que huyeron a causa del holocausto. Fue criada en una estirpe judía, provenientes de Polonia y Austria, aunque no ortodoxos, conservadores. Es la segunda de cinco hermanos.
En su niñez y adolescencia pasaba los veranos en la finca de la familia y durante las vacaciones trabajaba en el negocio de su abuelo, donde Ingrid relata que adquirió el respeto por el trabajo y tomarlo con firmeza. Relata también que cursando la escuela siempre escogía clases extracurriculares del área de las artes, como la pintura, el ballet y el violín. Al graduarse del colegio judío, el Instituto Weizman, estudió diseño en la Universidad Veritas. Se casó a los 18 años y tuvo sus tres hijos.
Antes del arte
Antes de dedicarse al arte dirigió por 17 años Intercasa, una empresa familiar que nació como diseño y fabricación de mobiliario, y se desarrolló en una importadora y exportadora de muebles.
A los 40 años se interesó en el deporte, se hizo maratonista y ciclista de competencia. Ingrid relata que ambas le forjaron una mentalidad de superación, responsabilidad y disciplina.
Inicio y desarrollo en el arte
Enterarse de un problema médico relacionado con los nervios craneales la hizo reflexionar sobre qué quería hacer con su vida y su vocación. Decidió replantearlo y cerrar la empresa.
Previo a ello, trabajando en la empresa experimentó con la escultura, iniciándose con la fibra de vidrio, la arcilla y el dibujo. Ya cerrada la empresa buscó talleres formales de escultura en Costa Rica y en Italia, impulsada por el escultor costarricense José Sancho.
Emprendió su primer viaje sola. Fue a un taller de escultura en Nicoli, donde también estudiaron Jorge Jiménez Deredia, José Sancho y Santiago Calatrava. Ingrid cuenta que el viaje le dio otra perspectiva que no tenía antes, sentía que pasó de patriarca a patriarca, saliendo de la casa de su padre a casarse y vivir con su esposo. Y no culminó su viaje sino hasta haber terminado su pieza tridimensional “Cambio de Rumbo”. Seguidamente, a su regreso, se dedicó por completo a la escultura, aprendiendo y especializándose.
Más adelante, emprendió otros viajes, aprendiendo diferentes técnicas como soldadura y procesos del bronce en la ciudad de Durango, México.
Ingrid cuenta que el deporte y el arte fueron instrumentos importantes para su empoderamiento femenino.

## Temáticas de trabajo[1][3][4][8][9][10][11][12][13][14][15][16]
Su trabajo como diseñadora le ha hecho ver la geometría como un elemento esencial, al mostrarse en la naturaleza y el cuerpo humano, cómo ésta le da forma y estética a todo. Esto es inherente en su trabajo, con la geometría y la estética como bases fundamentales.
En sus raíces tiene muy presente el tema de la migración que vivió su familia, por lo que es una temática recurrente en sus trabajos, según lo que personalmente Ingrid expresa. Indica que siempre tuvo una sensibilidad por las personas migrantes, que fueron obligadas a dejar atrás su hogar y que ella siente el constante deseo de ver una mejora en la calidad de vida de los migrantes y de los países en deterioro.

## Trayectoria

#### Premios[3]
2018 Premio a la excelencia Max Ulloa, Salón Anual de Escultores, ANESCO
2019 Premio al talento joven Donald Jiménez, Salón anual de escultores, ANESCO

#### Publicaciones de arte[1]
2021 Libro “Una aventura triangular”. ISBN 978-9968-49-554-7
2019 Libro “Cuerpos geométricos”. ISBN 978-9968-49-402-1

#### Exposiciones individuales[1]
2020 “Diálogo”, Museo Nacional de Costa Rica - Plaza de la democracia, San José, Costa Rica.
2019 “Cuerpos Geométricos”, Museo del Jade y de la Cultura Precolombina, San José, Costa Rica.

#### Exposiciones colectivas[1]
2021 “Top Ten”, Galería Art Flow, Avenida Escazú, San José, Costa Rica.
2019 “Arte en Mayo”, Fundación Rozas Botrán, Guatemala.
2017 "Fadrique Gutiérrez”, Centro Cultural Herediano Omar Dengo, Heredia, Costa Rica.
2017 “Exposición colectiva, Escuela Municipal de Artes Integradas, Santa Ana, Costa Rica.

#### Presencia en colecciones públicas[5][11]
Escultura Monumental “Migrantes”, Parque Nacional, Municipalidad de San José, Costa Rica.
Escultura monumental “Crecimiento”, Museo Nacional, Ministerio de Cultura, Costa Rica.